# سیف (مارک)
سیف یک برند فرانسه‌ای از فراورده‌های بهداشتی و نگهداری از خانه خانوار کمپانی بریتانیایی-هلندی یونیلیور است. شناخته شده به جیف در استرالیا، نیوزلند، ژاپن، برخی کشورهای خاورمیانه و کشورهای نوردیک.

## تاریخچه
ورود سیف در فرانسه در سال ۱۹۶۹، نویدبخش پایان استفاده از پودرهای پاک‌کننده بود. بعد از آگهی معروف اسکیت بازکه نشان داد چگونه استفاده از پودر موجب خط انداختن لوازم منزل می‌شود، همان‌طور که اسکیت روی یخ خط می‌اندازد، سیف به برند محبوب لوازم منزل تبدیل شد. با راهیابی به انگلستان و ایرلند در سال ۱۹۷۴ (که به جیف شناخته می‌شد) فرمول ناخراشندهٔ آن دگرگونی بزرگی را در شوینده‌های خانگی بوجود آورد.
در سال ۲۰۰۱، جیف نامش را به سیف تغییر داد. سیف از سال ۱۳۸۸ به ایران آمده‌است.